# ヴェステンドルフ (アウクスブルク郡)
ヴェステンドルフ (ドイツ語: Westendorf) は、ドイツ連邦共和国バイエルン州シュヴァーベン行政管区のアウクスブルク郡に属す町村（以下、本項では便宜上「町」と記述する）である。この町はノルデンドルフ行政共同体に加盟している。教区教会はシュムッター地区にある。この町には他にゲマイデタイル（地理上の地区）はない。

## 行政

### 議会
ヴェステンドルフの町議会は12議席からなる。

### 首長
2014年からシュテフェン・リヒター (CSU/Bürgergemeinschaft) が町長を務めている。彼はヘンリエッテ・キルスト＝コップ（1998年 - 2014年）の後任として町長に就任し、2020年3月15日の選挙で再選された。

### 紋章
図柄: 上下二分割。上部はさらに銀地と赤地に左右に二分割されている。下部は銀地に黒い輪が描かれている。

## 文化と見どころ

### 建造文化財
- カトリックの聖ゲオルク教区教会

## 経済と社会資本

### 農業
元々この町で主流であった農業は、乳牛、養豚、養鶏業がわずかに残るだけで衰退している。2020年現在の営農業者は16軒である。

### 産業
1990年代末にこの町は連邦道沿いに産業地区を設け、構造転換を開始した。手工業者の他にヴェステンドルフには中規模業者も存在する。

### 職場
2021年現在、この町で働く社会保険支払い義務のある就労者は、570人である。一方、この町に住む社会保険支払い義務のある就労者は、813人である。従って、この町から他の市町村に通勤する人口は、他の市町村からこの町に通勤する人口よりも 243人多い。失業者数は17人である。

### 交通
ヴェステンドルフは4車線に拡幅された連邦道2号線（B2号線）および鉄道アウクスブルク - ネルトリンゲン線沿いにあり、高度はアウクスブルクとドナウヴェルトのほぼ中間にあたる。B2号線の拡張によりこの町は、南北の交通の便が非常に良い。

### 教育
この町には以下の教育施設がある。
- 保育園 2園。定員105人。2022年現在の在籍者は99人である[9]。
- 基礎課程学校1校。2021/22年の学年現在、教員7人と児童90人が在籍している[10]。